# Əmirtürbə
 (juin 2021).
Əmirtürbə (aussi, Amirturba) est un village du district de Masallı en Azerbaïdjan. Le village fait partie de la municipalité de Güllütəpə (en).